# Israel Salanter
Israel Salanter (eigentlich: Israel Lipkin; geboren am 3. November 1810 in Žagarė, Russisches Kaiserreich, heute Litauen; gestorben am 2. Februar 1883 in Königsberg i. Pr.) war jüdischer Gelehrter, Talmudist, Rabbiner und Gründer der religiös-ethischen Schule Mussar. Er forderte eine intensivere Verknüpfung von Halacha und Ethik in Theorie und Alltagspraxis der Orthodoxie.

## Lehre und Leben
Israel Salanter war Sohn eines Rabbiners, erhielt eine traditionelle jüdische Erziehung und studierte den Talmud. Nach den damaligen Gepflogenheiten heiratete er im Alter von 13 Jahren die Tochter eines angesehenen Mannes in Salant. Nach dieser Stadt, in der er viele Jahre als Schüler des Rabbi Hirsch Braude und des Rabbi Sundel lernte und lehrte, erhielt er seinen Namen, unter dem er bis heute bekannt ist. Neben der jüdischen Religion studierte er gleichzeitig Philosophie, Mathematik und Naturwissenschaften.
Salanters wichtigstes Anliegen war die sittliche Läuterung, Selbsterkenntnis und Selbstvervollkommnung. Weder rabbinisches Studium allein noch der Chassidismus entsprachen seiner Vorstellung, Weltflucht und Entsagung hingegen seien viel eher geeignet, sich zu vervollkommnen. Freude und Fröhlichkeit hielt er für sündhaften Leichtsinn.
Zur selben Zeit, in der die jüdische Aufklärung die Ketten der Tradition sprengen wollte, mahnte Israel Salanter zur Einhaltung der religiösen Gebote. Als Haupt der Ramailes-Jeschiwa (benannt nach Rabbi Mailo) in Wilna begann er um 1840, Gruppen zum Studium des Mussar zu bilden, entwickelte aber ein zum Teil eigenwilliges Verständnis religiöser Vorschriften, indem er z. B. im Cholerajahr 1848 das Fastengebot am Jom Kippur aufhob und öffentlich in der Synagoge eine Mahlzeit zu sich nahm.
Im selben Jahr siedelte er nach Kowno über, wo er sich in die Einsamkeit zurückzog und intensiv studierte, später lebte er in verschiedenen europäischen Städten (Königsberg, Memel, Paris) und blieb stets bemüht, das Talmud-Studium zu popularisieren.
In Memel gab er 1861 die Zeitschrift Hatewuna („Die Vernunft“) heraus.
Sein Sohn Lipman Lipkin (1842–1875) war ein bekannter Mathematiker und Erfinder.

## Werke (Auswahl)
- Sepher Mesilath Jescharim, Königsberg 1858 (Luzzatto-Ausgabe)
- Imre bina, 1878 (Darstellung seiner Grundlehren)
- Ez peri, 1880
- Ewen Jisroel, Warschau 1883 („Stein Israels“)